# Lapis niger
Il Lapis niger ("pietra nera" in latino) è un'area lastricata con antiche pietre nere sul luogo dei comizi, sotto la quale si trovano i resti di un'antica area sacra, nel Foro Romano.

## Storia
Originariamente il luogo era pavimentato con lastre di marmo circondate da una specie di cornice di marmi bianchi, il che lo distingueva nettamente dal resto del Comizio che presentava invece una pavimentazione in travertino. L'area venne sepolta e recintata nella tarda età repubblicana, coperta da un pavimento di marmo nero (da cui il nome Lapis niger) e considerata un luogo inviolabile.
Il Lapis niger fu riscoperto il 10 gennaio 1899 da Giacomo Boni: il ritrovamento venne presto associato a una serie di passi di antichi scrittori, tra i quali Sesto Pompeo Festo e Verrio Flacco, che raccontavano della presenza di un sepolcro nel Foro Romano, e in effetti all'epoca di Varrone esistevano ancora due leoni accovacciati, figure tipicamente usate in area mediterranea come guardiani dei sepolcri. Non c'era però concordia sul personaggio che vi fosse stato sepolto, e alternativamente si pensava a Romolo, Faustolo o Tullo Ostilio.
Durante gli scavi legati alla sua scoperta l'area fu esplorata in profondità e, a circa 1,5 metri sotto il piano del Lapis niger, fu ritrovato un altare con un cippo che presentava un'iscrizione con una delle più antiche testimonianze scritte della lingua latina, databile intorno al 575-550 a.C..

## Descrizione

### L'area sacra

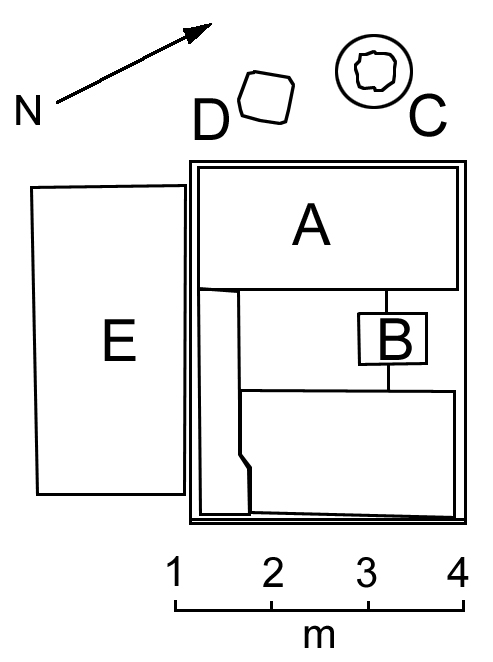
Pianta del sito archeologico: A è l'altare, B il cippo, C è la base circolare (forse una colonna sulla quale era posta una statua), D è la pietra con iscrizione, E è la piattaforma davanti all'altare

L'angolo nord-ovest del Foro Romano è una zona di antichissima edificazione, dove gli strati si susseguono in uno degli insiemi più ricchi di storia e quindi complessi della città. La piazza antistante la Curia, limitata a ovest dalle pendici del Campidoglio, era in origine il luogo del comizio, dove cioè si riuniva l'originaria assemblea popolare, e vi si trovavano la Curia Hostilia e altri numerosi monumenti grandi e piccoli. Le esplorazioni archeologiche, condotte in profondità a più riprese, hanno trovato strati che vanno dall'epoca regia a quella imperiale, con numerose ripavimentazioni.
Risalgono all'epoca arcaica gli strati inferiori, al di sotto della pavimentazione in marmo nero transennata di marmo bianco, approssimativamente quadrata. Il complesso arcaico era composto da una piattaforma sulla quale era posto un altare a forma di U (a tre ante), dotato di basamento e di un piccolo cippo fra le ante, e due basamenti minori i quali reggono, rispettivamente, un cippo a tronco di cono (forse il basamento per una statua) e un cippo piramidale, quest'ultimo con la famosa iscrizione bustrofedica (forse la lex sacra del piccolo luogo di culto). Tutti i reperti sono mutili nella parte superiore, compreso il cippo iscritto.
L'altare ha una tipologia canonica, con la sagoma del basamento a doppio cuscino sovrapposto (della quale si conserva però solo lo scalino inferiore). Il tutto era situato all'aperto, come dimostrano le ossa dei sacrifici e gli ex voto ceramici o bronzei rinvenuti sotto e attorno ai basamenti.
L'attribuzione esatta dell'altare e dei basamenti adiacenti è discussa, e oscilla tra la fine dell'età regia e l'inizio di quella repubblicana (VI secolo a.C.).
Dionigi d'Alicarnasso, in visita alla città all'epoca di Augusto, ricordò la presenza di una statua di Romolo nel Volcanale accanto ad un'iscrizione in caratteri "greci": in effetti l'iscrizione è in caratteri simili a quelli greci, ma non in greco: la vicinanza di questo luogo al sito del Lapis niger ha fatto pensare a una ricostruzione più tarda dell'iscrizione e della statua. Santuari dedicati ai fondatori delle città esistevano anche in altre zone: a Lavinio esisteva un sacello dedicato a Enea divinizzato, ed anche le città greche avevano spesso un heroon nell'agorà, dedicato ai fondatori veri o presunti.

### L'iscrizione

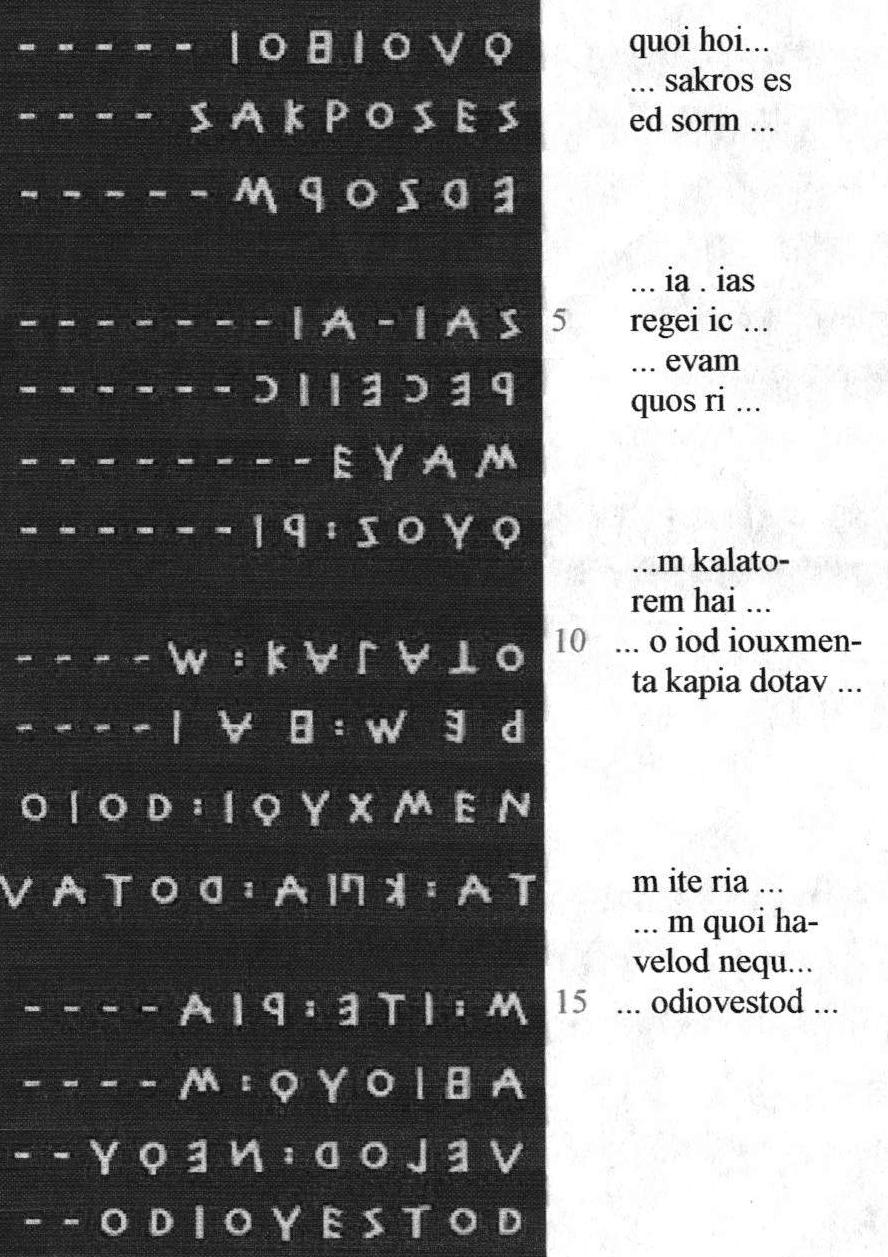
Schema dell'iscrizione bustrofedica.

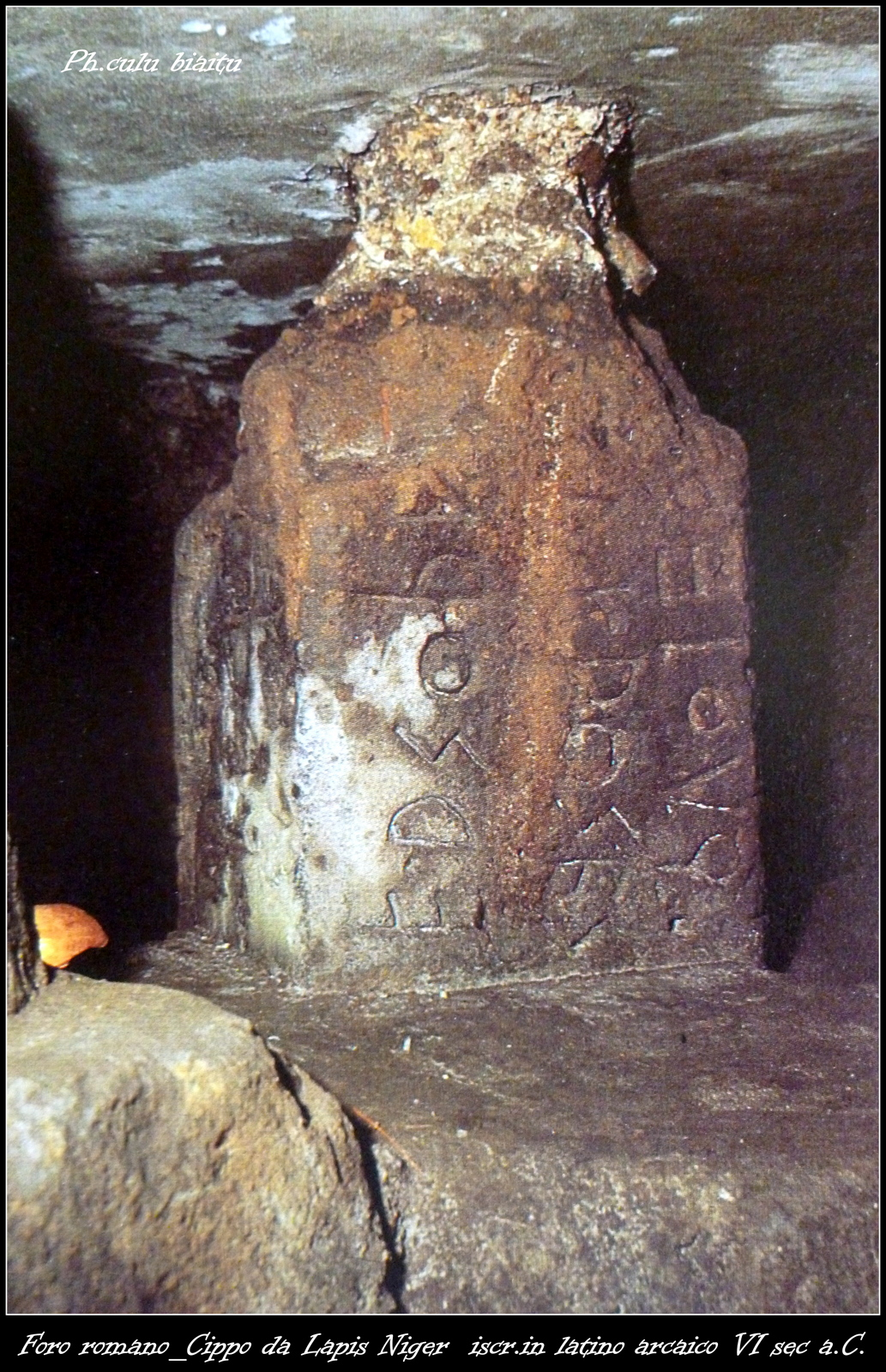
Il cippo con l'iscrizione.

Il cippo aveva forse in passato una grossolana forma piramidale, e doveva essere posto in prossimità dell'ingresso dell'area. Esso reca un'iscrizione in alfabeto latino arcaico, con caratteri di derivazione greco-etrusca e andamento bustrofedico (alternativamente, da sinistra a destra e da destra a sinistra, come si muovono i buoi quando arano il campo):
[...] OKA FHAS / RECEI IO [...] / [...] EVAM / QUOS RE[...]

[...]KALATO / REM HAB[...] / [...]TOD IOUXMEN / TA KAPIAD OTAV[...]

[...]M ITER PE[...] / [...]M QUOI HA / VELOD NEQV[...] /[...]IOD IOUESTOD

LOVQVIOD QO[...]»
(Una delle possibili trascrizioni)
Si tratta di una prescrizione di carattere religioso, forse un divieto di passaggio sul luogo, pena altrimenti la consacrazione agli dèi inferi (SAKROS ESED, vi si legge, ovvero SACER SIT in latino classico); probabilmente esisteva nel sito un antico sepolcro incluso ormai nell'abitato, che non doveva essere profanato per nessun motivo.
Fino alla dimostrazione dell'autenticità della Fibula prenestina, questa è sembrata essere la più antica iscrizione latina mai rinvenuta, risultando di ardua comprensione. È utile riportare la sua versione in latino classico, da cui risaltano le notevoli differenze in particolare per la morfologia e la fonetica:
Che si ritiene possa essere (parzialmente) completata nel seguente modo:
In definitiva l'iscrizione consacrava alle divinità infernali, ovvero malediceva, chi violasse quel luogo. La dedica al re (RECEI, un dativo) sembra riferirsi a un vero e proprio monarca, e non al successivo rex sacrorum che dopo il 509 a.C. ne prese in consegna le funzioni religiose.
L'iscrizione è di fondamentale importanza per lo studio dell'evoluzione della lingua latina: gli studiosi (tra di loro il più importante commentatore del Lapis niger fu Luigi Ceci) catalogano il Lapis Niger come CIL I, 1, dove la sigla è l'abbreviazione di Corpus Inscriptionum Latinarum, la monumentale raccolta di tutte le iscrizioni romane, ordinate cronologicamente per luogo di ritrovamento. Il tutto viene datato al VI secolo a.C.
Il cippo è stato rinvenuto mutilo, poiché in epoca imprecisata fu reimpiegato come sostegno per le lastre in marmo dell'impiantito. Il manufatto si trova ancora in loco, ma ne sono state realizzate varie copie (Museo nazionale romano delle Terme di Diocleziano, Antiquarium Forense, Museo della civiltà romana).